# Нацуми, Мадока
Мадока Нацуми (яп. 夏見 円; род. 2 июля 1978, Абасири, Хоккайдо) — японская лыжница, призёр этапа Кубка мира, участница трёх Олимпийских игр. Специалистка спринтерских гонок, более сильна в классическом стиле.

## Карьера
В Кубке мира Нацуми дебютировала в 1997 году, в феврале 2008 года первый, и пока единственный раз попала на подиум на этапе Кубка мира, в спринте. Кроме подиума на сегодняшний день имеет на своём счету 13 попаданий в десятку лучших на этапах Кубка мира, 8 в личных и 5 в командных гонках. Лучшим достижением Нацуми в общем итоговом зачёте Кубка мира является 27-е место в сезоне 2007-08.
На Олимпиаде-2002 в Солт-Лейк-Сити стартовала в пяти гонках: 10 км классикой — 47-е место, гонка преследования 5+5 км — 59-е место (по итогам первой части, во вторую часть не квалифицировалась), спринт — 12-е место, эстафета — 10-е место, 30 км классикой — 26-е место.
На Олимпиаде-2006 в Турине заняла 8-е место в командном спринте, 12-е место в эстафете и 17-е место в спринте.
На Олимпиаде-2010 в Ванкувере принимала участие в четырёх гонках: в спринте стала 27-й, в командном спринте 12-й, в масс-старте на 30 км 30-й и в эстафете 8-й.
За свою карьеру принимала участие в шести чемпионатах мира, лучший результат 4-е место в командном спринте на чемпионате 2009 года в Либереце, а в личных гонках 5-е место на чемпионате 2007 года в Саппоро.
Использует лыжи и ботинки производства фирмы Fischer.